# Georg Rukavina
Georg Rukavina, Georg Rukawina (Ternovác, 1777. március 21. – Temesvár, 1849. szeptember 9.) császári és királyi táborszernagy, a 61. sorgyalogezred tulajdonosa, az 1848–49-es szabadságharcban a temesvári várat védő császári csapatok parancsnoka.

## Pályafutása
Határőrtisztként végigharcolta a napóleoni háborúkat. 1844-ben altábornagyi rangban Temesvár parancsnokává nevezték ki, az 1848. március 15-ei forradalom ebben a beosztásban érte. Nem rokonszenvezett a forradalommal, de az október 3-ai császári manifesztumig nem lépett fel ellene. Mikor a manifesztum híre eljutott Temesvárra, felmondta az engedelmességet a magyar kormánynak és ostromállapotot hirdetett. A temesvári vár császári oldalra állása a szabadságharc folyamán mindvégig súlyos problémát jelentett a magyar katonai vezetésnek. A mintegy nyolcezer fős helyőrség állandó fenyegetést jelentett mind a Délvidéken, mind az Erdélyben harcoló csapatok hátában és jelentős segítséget tudott nyújtani a szintén császári oldalra állt aradi helyőrségnek is. A magyar ostromsereg kellő erő hiányában nem csak a várat nem tudta hatékonyan ostromolni, de sokszor még az ostromzárat sem tudta fenntartani. Az erősség körül a magyar ostromzár május 15-e körül zárult, de hatékony ostromra csak 1849. július 1., az aradi vár kapitulációja után került sor. A magyar csapatok ekkor megszüntették a vár vízutánpótlását, hamarosan súlyos éhínség és járvány pusztított a védők között. Ha a magyar hadvezetés távol tudta volna tartani az ellenséges főerőket a vártól, a kapituláció hamarosan bekövetkezett volna. A szabadságharc döntő csatáját azonban éppen Temesvár alatt vívták, amelynek utolsó szakaszába bekapcsolódtak az így felszabadított vár védői is.
Rukavina hősies kitartásáért megkapta a Katonai Mária Terézia-rendet, azonban az ostrom utolsó időszakában kapott betegségébe rövidesen belehalt. Utóda a temesvári parancsnoki beosztásban Warensberg altábornagy lett.